# Спортивная гимнастика на летних Олимпийских играх 1960 — вольные упражнения (женщины)
Результаты женских соревнований по спортивной гимнастике в вольных упражнениях — одной из шести дисциплин в спортивной гимнастике на 17-х летних Олимпийских играх 1960 года в Риме.
До 1996 г. участники чемпионатов мира и Олимпийских игр должны были выполнять обязательные упражнения, составленные Международной федерацией гимнастики (ФИЖ) и произвольные (составленные самими спортсменами с соблюдением определенных требований к трудности) упражнения. После 1996 года обязательные упражнения были отменены, и гимнасты стали исполнять на всех соревнованиях только произвольные упражнения.

## Программа соревнований
| Дата            | Название     | Упражнения           |
| --------------- | ------------ | -------------------- |
| 6 сентября 1960 | Квалификация | Обязательные         |
| 8 сентября 1960 | Квалификация | Произвольные         |
| 9 сентября 1960 | Финал        | Выступление 6 лучших |

## Результаты

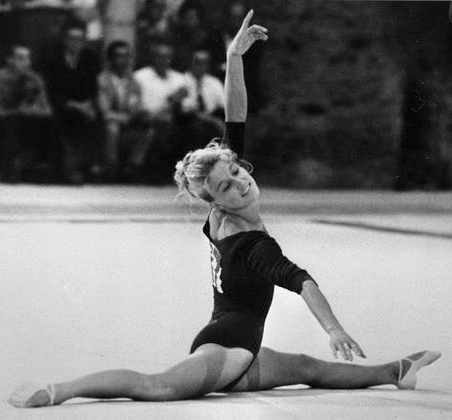
Выступление Полины Астаховой на Олимпийских играх 1960

### Квалификации
Сто двадцать четыре гимнастки соревновались в обязательных и факультативных туров. Шесть результативным гимнасты вышли в финал.

### Финал
| Место | Гимнастка                    | C & V/2 | Финал | Сумма  |
| ----- | ---------------------------- | ------- | ----- | ------ |
|       | Лариса Латынина (СССР)       | 9.783   | 9.800 | 19.583 |
|       | Полина Астахова (СССР)       | 9.766   | 9.766 | 19.532 |
|       | Taмара Замотайлова (СССР)    | 9.683   | 9.766 | 19.449 |
| 4     | Ева Босакова (Чехословакия)  | 9.583   | 9.800 | 19.383 |
| 5     | Софья Муратова (СССР)        | 9.616   | 9.733 | 19.349 |
| 6     | Сония Иован-Инован (Румыния) | 9.599   | 9.633 | 19.232 |

- C & V/2 — (упражнения обязательные + произвольные)/2